# Бройце (гмина)
Бройце (пол. Brojce) — сельская гмина (волость) в Польше, входит как административная единица в Грыфицкий повет, Западно-Поморское воеводство. Население — 3832 человека (на 2013 год).